# تكية ديمير بابا
تكيه دمير بابا  (البلغارية: Демир баба теке ؛ بالتركية: Demir Baba Tekkesi) هو ضريح علوي من القرن السادس عشر (توربو) بالقرب من قرية سفيشتاري، بلدية اسبريه، مقاطعة ريزجراد في شمال شرق بلغاريا.  كجزء من محمية سبوريانفو التاريخية والأثرية ، يعد ديمر بابا تكيه واحدًا من 100 موقع سياحي في بلغاريا.

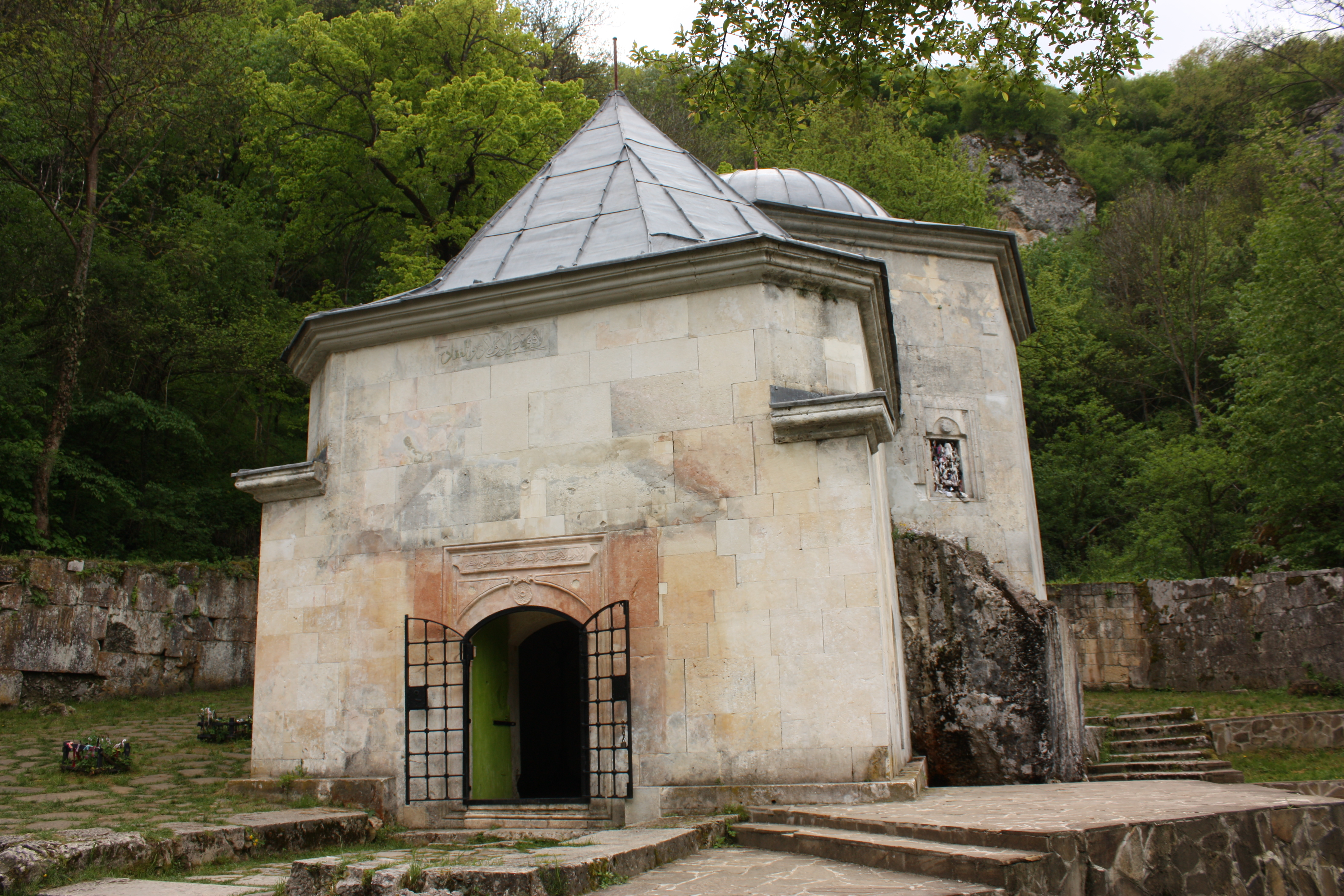
منظر أمامي مكان للأجانب

يُعتقد أن الضريح هو مكان استراحة دمير بابا ، وهو قديس علوي من القرن السادس عشر.  المقبرة نفسها عبارة عن مبنى سباعي الشكل شيد من الحجر الرملي المحلي.  تحتوي على غرفة انتظار منخفضة مستطيلة الشكل ومغطاة بقبة نصف كروية ارتفاعها 11 مترًا (36 قدمًا).  يقع قبر دمير بابا في وسط المبنى الداخلي السباعي الأضلاع.  تم تشييد التابوت من الآجر والخشب ، ويبلغ طوله 3.74 مترًا (12.3 قدمًا) وموضعًا مع توجيه رأس القديس إلى الجنوب الغربي. عادة ما يتم تغطية التابوت الحجري بالكامل بالهدايا ونادرًا ما يتم عرضه على الحجاج العلويين.يُعتقد أن الضريح شُيِّد في القرن السادس عشر على ما كان على الأرجح موقعًا تراقيًا قديمًا مقدسًا من القرن الرابع قبل الميلاد.  ظهر مجمع عبادة (تكية) تدريجياً حول توربو.  وشمل ذلك مسجد الربيع المقدس ، وهو مسجد ذكره الرحالة في القرنين الثامن عشر والتاسع عشر لكنه هدم بعد ذلك، ومطبخًا خشبيًا عامًا (عمارة) هدم عام 1976 بسبب تدهور حالته.  ومن الملامح التي بقيت حتى اليوم الضريح والينابيع المقدسة ومبنى سكني وسياج حجري منخفض يحيط بالمجمع[بحاجة لمصدر].  معرض صغير في المبنى السكني يشرح قصة العلويين ودمير بابا نفسه. أعلنت حكومة جمهورية بلغاريا الشعبية آنذاك ، دمير بابا تيك ، معلمًا ثقافيًا ذا أهمية محلية في عام 1970.  تم تجديد الضريح في 1991-1994: تم استبدال الأرضية الخشبية المتحللة بأخرى جديدة وأعيد بناء العناصر الزخرفية الداخلية للمبنى (بما في ذلك جداريات القرن التاسع عشر).

## صور

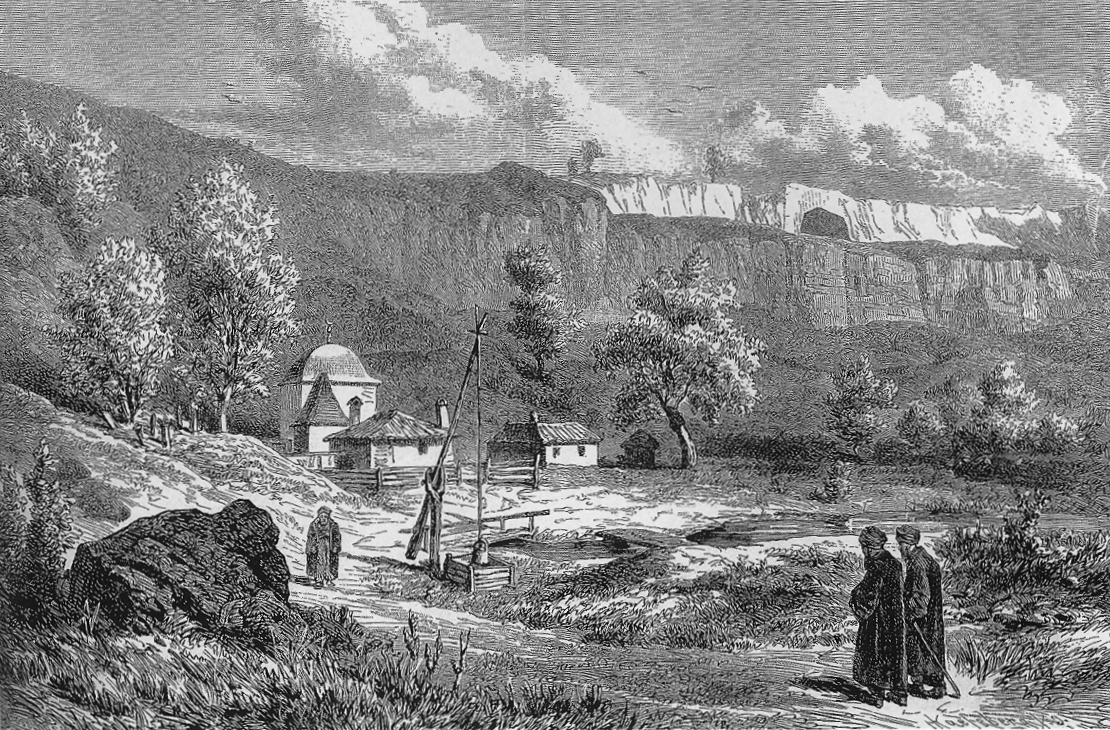
خذ دمير بابا كما تراه المسافر النمساوي فيليكس فيليبا كانيتاج في القرن التاسع عشر
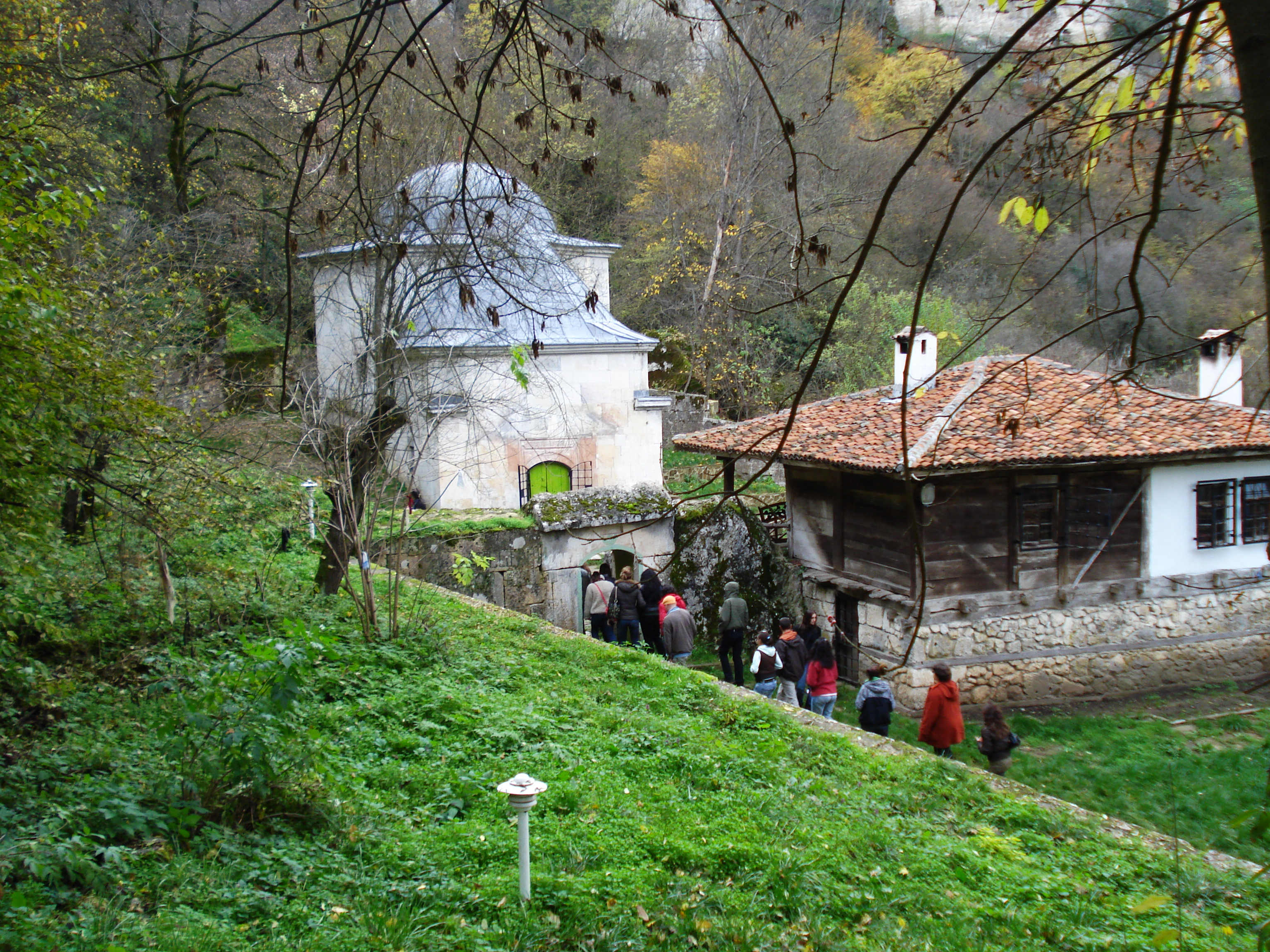
منظر مدخل الضريح
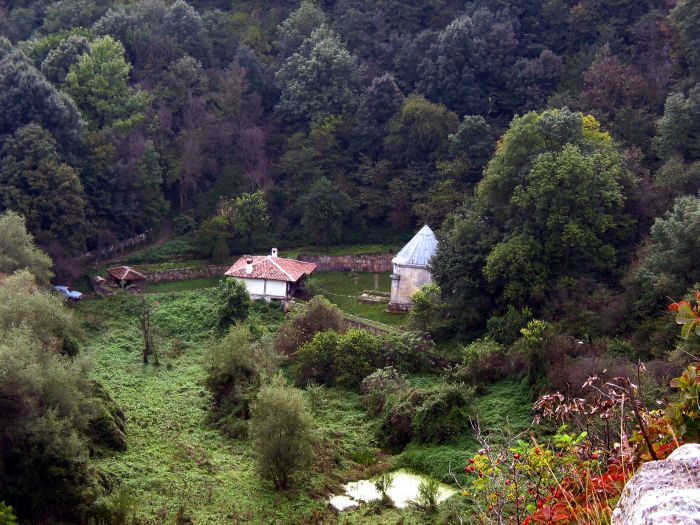
منظر بعيد نحو المجمع

## انظر ايضآ
- Венедикова, Катерина; Диана Гергова (2006). Демир Баба Теке — Българският Ерусалим (بالبلغارية). Агато. ISBN:978-954-8761-77-2.
- Теодоров, Евгений К.; Диана Гергова (2006). Прабългарски и тракийски следи (بالبلغارية). София: ИК "Изток-Запад". ISBN:954-321-299-6.
- И. Георгиева., ed. (1997). Българските алиани. Сборник етнографски материали (بالبلغارية). София.{{استشهاد بكتاب}}:  صيانة الاستشهاد: مكان بدون ناشر (link)
- Гергова, Диана (2004). Сборяново — свещената земя на гетите (بالبلغارية). София: Български бестселър.
- Demir Baba Teke – a holy place in Bulgaria for 3,000 years - article on 203challenges.com

1. ↑  Angelova, Maria (14 Feb 2022). "Demir Baba Teke - a holy place in Bulgaria for 3,000 years". 203Challenges (بالإنجليزية الأمريكية). Archived from the original on 2021-09-17. Retrieved 2022-08-16.